# Euchromius locustus
Euchromius locustus là một loài bướm đêm trong họ Crambidae.